# Brett Moffitt
Brett B. Moffitt, conocido como Brett Moffitt, es un piloto estadounidense de automovilismo que corre en stock cars. Actualmente corre a tiempo completo en la NASCAR Gander RV & Outdoors Truck Series para Niece Motorpsorts y en la NASCAR Xfinity Series para Our Motorsports.
En 2018 se proclamó campeón de la NASCAR Truck Series corrieno para Hattori Racing Enterprises. También ganó el Premio al Rookie del Año de la NASCAR Cup Series de 2015.

## Trayectoria

### Inicios
Brett Moffitt comenzó su carrera a la edad de 10 años, corriendo en kárting. Prosiguió corriendo en carreras de tierra. En 2007, con 15 años, ganó el Harris Clash de la IMCA. Posteriormente comenzó a correr en asfalto. En 2008 corrió American Speed Association Late Model North Series.

### NASCAR
Debutó en las categorías inferiores de NASCAR en 2009, año en el que fue tercero en la NASCAR K&N Pro Series East con dos victorias. Con su pole en la primera carrera del año se convirtió en el poleman más joven de la historia de las series. Su victoria en la cuarta carrera del año le hizo ser el piloto más joven en ganar alguna carrera sancionada por NASCAR, aunque Bubba Wallace superó esa marca en 2010. También corrió una carrera de la NASCAR K&N Pro Series West y otra de la NASCAR K&N Pro Series West. En 2010 fue segundo en las K&N Pro Series East con dos victorias y corrió una carrera de las K&N Pro Series West. En 2011 fue tercero en la NASCAR K&N Pro Series West con tres victorias.
En 2012 fue tercero en la NASCAR K&N Pro Series East con dos victorias. También debutó en la NASCAR Xfinity Series, corriendo una carrera, en su Estado natal, para RAB Racing.
En 2013 consiguió su segundo subcampeonato en la NASCAR K&N Pro Series East corriendo para Hattori Racing Enterprises, aunque no ganó ninguna carrera. Debutó en la NASCAR Truck Series con ThorSport Racing, aunque corrió también para Hattori Racing Enterprises. 
En 2014 debutó en la NASCAR Cup Series corriendo a tiempo parcial para Michael Waltrip Racing y para su equipo afiliado, Identity Ventures Racing.
En 2015 corrió 31 de las 36 carreras de la NASCAR Cup Series corriendo tanto para Michael Waltrip Racing (6 de ellas, como sustituto de Brian Vickers, quien estaba recuperándose de una operación de corazón) como para Front Row Motorsports (las otras 25, compartiendo el asiento con otros pilotos). Consiguió un top-10 y ganar el premio al Rookie del Año. No obstante, al término de la temporada FRM comunicó que en 2016 Moffitt no pilotaría para ellos, ya que lo haría Chris Buescher. 
En 2016 corrió seis carreras de la NASCAR Truck Series para Red Horse Racing. En el Michigan International Speedway consiguió su primera victoria en las series nacionales de NASCAR.
En 2017 tenía los planes de correr a tiempo completo la NASCAR Truck Series para Red Horse Racing. No obstante, tras cinco carreras, el equipo cerró operaciones debido a la falta de patrocinadores. Ese año disputó una carrera de la NASCAR Xfinity Series para GMS Racing y siete de la NASCAR Cup Series para BK Racing.
En 2018 corrió a tiempo completo en la NASCAR Truck Series para Hattori Racing Enterprises. En su primera temporada a tiempo completo en las series consiguió proclamarse campeón ganando seis carreras, incluida la última, la final a cuatro, en Homestead-Miami Speedway. Fue el piloto con más victorias de la temporada empatado con Johnny Sauter (6). Por otra parte ganó una carrera de la NASCAR K&N Pro Series East, en Watkins Glen. 

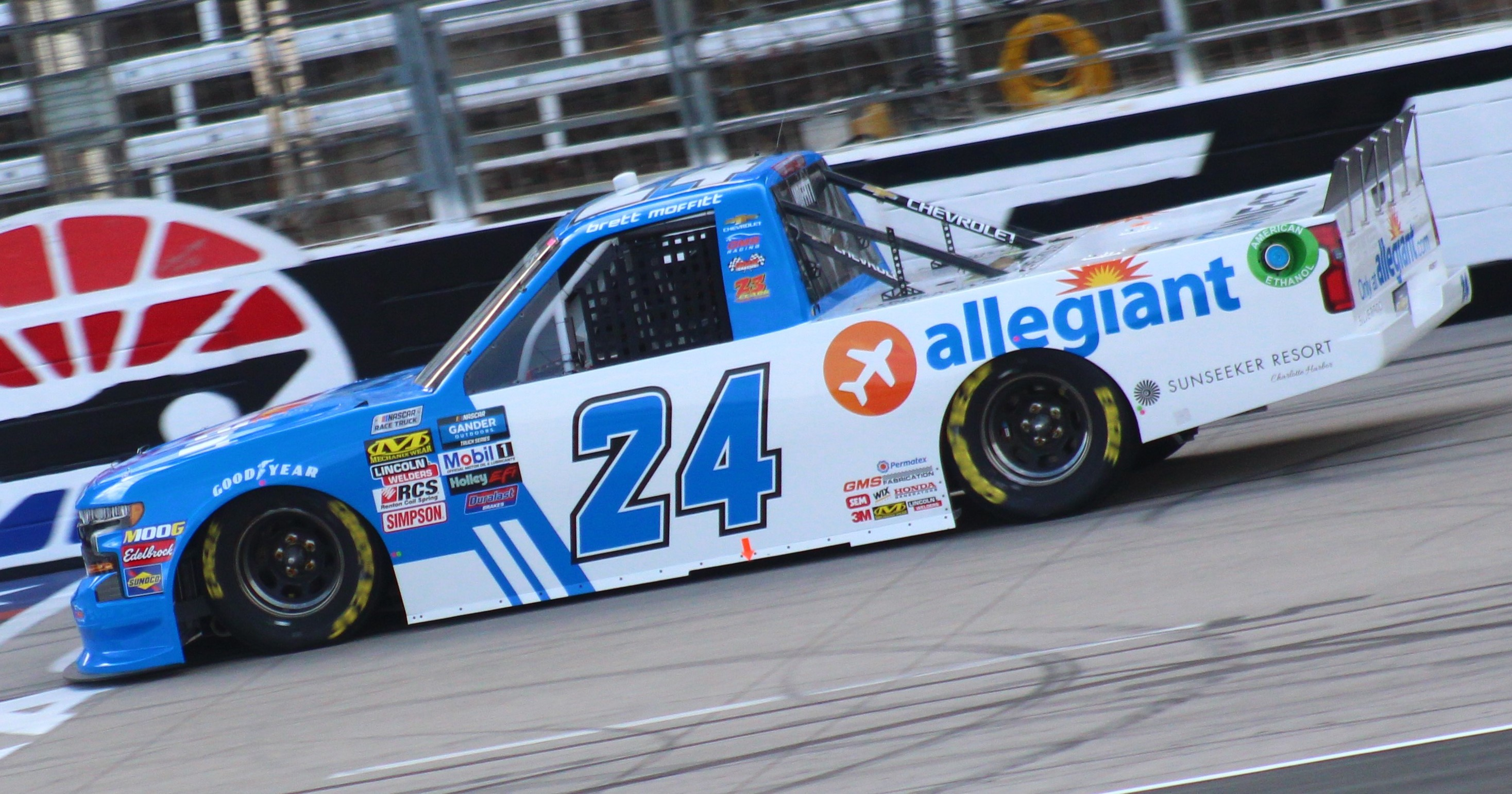
Brett Moffitt corriendo en el Bristol Motor Speedway para GMS Racing.

Para 2019 Hattori Racing Enterprises liberó a Moffitt a causa de la falta de patrocinadores. El 10 de junio de 2019 se anunció que Moffitt sería el sustituto de Johnny Sauter en GMS Racing. Fue el piloto que más carreras ganó ese año (4), pero no pudo ganar el campeonato, ya que, entre los clasificados a la final a cuatro, quedó tercero. Por otra parte, disputó la primera carrera de las Xfinty Series en Talladega Superspeedway, para JR Motorsports. 
En 2020 compagina su presencia a tiempo completo en las Truck Series con GMS Racing con su participación a tiempo parcial con Our Motorsports en la Xfinity Series. En las Truck Series tuvo una gran temporada regular, aunque un tanto agridulce, pues consiguió muy buenos resultados pero sólo pudo ganar una carrera. En la Final a 4 por el campeonato, lideraba hasta que hubo una bandera amarilla a dos vueltas del final. No entró en boxes, y fue siendo adelantado en la Overtime por los que sí que lo habían hecho, cayendo hasta la 10.ª plaza, y acabando tercer en esa final y el campeonato.
En las Xfinity Series, en las que no podía sumar puntos, consiguió siete top-10 y un top-5 en la temporada regular, algo reseñable, pues Our Motorsports, pese a tener experiencia en series menores de NASCAR, debutaba en esa temporada en una de las series nacionales, concretamente las Xfinity Series.
El 12 de noviembre se anunció que Moffitt correría a tiempo completo en las Xfinity Series en el coche #02 de Our Motorsports. Sin embargo, cuando parecía que no correría en las Truck Series, el 8 de diciembre se comunicó que lo haría para Niece Motorsports, y que además sumaría puntos en esa categoría y no en las Xfinity Series.
Después de un inicio prometedor con Our Motorsports y otro un tanto decepcionante con Niece Motorsports, Moffitt decidió empezar a sumar puntos en las Xfinity Series a partir de la carrera en Talladega, dejando de hacerlo en las Truck Series tras la carrera de Richmond.

## Resultados

### Resultados en la NASCAR Cup Series
| Año  | Coche  | N.º | Equipo                   | 1   | 2     | 3      | 4      | 5      | 6      | 7      | 8      | 9      | 10  | 11     | 12     | 13     | 14     | 15     | 16  | 17     | 18     | 19     | 20      | 21     | 22     | 23     | 24     | 25     | 26     | 27     | 28     | 29     | 30     | 31     | 32     | 33     | 34     | 35     | 36     | Posición | Puntos |
| ---- | ------ | --- | ------------------------ | --- | ----- | ------ | ------ | ------ | ------ | ------ | ------ | ------ | --- | ------ | ------ | ------ | ------ | ------ | --- | ------ | ------ | ------ | ------- | ------ | ------ | ------ | ------ | ------ | ------ | ------ | ------ | ------ | ------ | ------ | ------ | ------ | ------ | ------ | ------ | -------- | ------ |
| 2014 | Toyota | 66  | Identity Ventures Racing | DAY | PHO   | LVS    | BRI    | CAL    | MAR    | TEX    | DAR    | RCH    | TAL | KAN    | CLT    | DOV 22 | POC    |        |     |        |        |        | IND DNQ | POC    | GLN    | MCH    | BRI 42 | ATL 34 | RCH    | CHI    | NHA    | DOV    | KAN    | CLT 40 | TAL    | MAR    | TEX 40 | PHO    | HOM 36 | 45.º     | 60     |
| 2014 | Toyota | 66  | Michael Waltrip Racing   |     |       |        |        |        |        |        |        |        |     |        |        |        |        | MCH 34 | SON | KEN    | DAY    | NHA    |         |        |        |        |        |        |        |        |        |        |        |        |        |        |        |        |        | 45.º     | 60     |
| 2015 | Toyota | 55  | Michael Waltrip Racing   | DAY | ATL 8 |        |        | CAL 22 | MAR 28 | TEX 29 | BRI 17 | RCH 29 | TAL |        |        |        |        |        |     |        |        |        |         |        |        |        |        |        |        |        |        |        |        |        |        |        |        |        |        | 34.º     | 422    |
| 2015 | Ford   | 34  | Front Row Motorsports    |     |       | LVS 37 | PHO 32 |        |        |        |        |        |     | KAN 34 | CLT 31 | DOV 28 | POC 30 | MCH 33 | SON | DAY 27 | KEN 32 | NHA 33 | IND 34  | POC 31 | GLN    | MCH 34 | BRI 30 | DAR 36 | RCH 35 | CHI 31 | NHA 27 | DOV 42 | CLT 30 | KAN 32 | TAL    | MAR 35 | TEX 30 | PHO 36 | HOM 31 | 34.º     | 422    |
| 2017 | Toyota | 83  | BK Racing                | DAY | ATL   | LVS    | PHO    | CAL    | MAR    | TEX    | BRI    | RCH    | TAL | KAN    | CLT    | DOV    | POC    | MCH    | SON | DAY    | KEN    | NHA    | IND     | POC    | GLN 32 | MCH 32 | BRI    | DAR    | RCH    | CHI 37 | NHA 32 | DOV 33 | CLT 39 | TAL    | KAN 31 | MAR    | TEX    | PHO    | HOM    | 61.º     | -      |

### Resultados en la NASCAR Xfinity Series
| Año  | Coche     | N.º | Equipo          | 1      | 2      | 3      | 4      | 5      | 6      | 7      | 8      | 9      | 10     | 11     | 12     | 13     | 14     | 15     | 16     | 17     | 18    | 19     | 20     | 21     | 22     | 23     | 24    | 25     | 26     | 27     | 28     | 29     | 30     | 31     | 32     | 33     | Posición | Puntos |
| ---- | --------- | --- | --------------- | ------ | ------ | ------ | ------ | ------ | ------ | ------ | ------ | ------ | ------ | ------ | ------ | ------ | ------ | ------ | ------ | ------ | ----- | ------ | ------ | ------ | ------ | ------ | ----- | ------ | ------ | ------ | ------ | ------ | ------ | ------ | ------ | ------ | -------- | ------ |
| 2012 | Toyota    | 99  | RAB Racing      | DAY    | PHO    | LVS    | BRI    | CAL    | TEX    | RCH    | TAL    | DAR    | IOW    | CLT    | DOV    | MCH    | ROA    | KEN    | DAY    | NHA    | CHI   | IND    | IOW 8  | GLN    | CGV    | BRI    | ATL   | RCH    | CHI    | KEN    | DOV    | CLT    | KAN    | TEX    | PHO    | HOM    | 71.º     | 25     |
| 2017 | Chevrolet | 96  | GMS Racing      | DAY    | ATL    | LVS    | PHO    | CAL    | TEX    | BRI    | RCH    | TAL    | CLT    | DOV    | POC    | MCH    | IOW    | DAY    | KEN    | NHA    | IND   | IOW 11 | GLN    | MOH    | BRI    | ROA    | DAR   | RCH    | CHI    | KEN    | DOV    | CLT    | KAN    | TEX    | PHO    | HOM    | 103.º    | -      |
| 2019 | Chevrolet | 8   | JR Motorsports  | DAY    | ATL    | LVS    | PHO    | CAL    | TEX    | BRI    | RCH    | TAL 13 | DOV    | CLT    | POC    | MCH    | IOW    | CHI    | DAY    | KEN    | NHA   | IOW    | GLN    | MOH    | BRI    | ROA    | DAR   | IND    | LVS    | RCH    | CLT    | DOV    | KAN    | TEX    | PHO    | HOM    | 91.º     | -      |
| 2020 | Chevrolet | 02  | Our Motorsports | DAY 24 | LVS 15 | CAL 14 | PHO 19 | DAR 11 | CLT 6  | BRI    | ATL 14 | HOM 35 | HOM    | TAL 5  | POC 7  | IND 36 | KEN 10 | KEN 17 | TEX 16 | KAN 34 | ROA   | DAY    | DOV 15 | DOV 10 | DAY 27 | DAR 33 | RCH 6 | RCH 18 | BRI 26 | LVS 14 | TAL 27 | CLT 38 | KAN 7  | TEX 14 | MAR 13 | PHO 19 | 72.º     | -      |
| 2021 | Chevrolet | 02  | Our Motorsports | DAY 2  | DAY 11 | HOM 7  | LVS 34 | PHO 9  | ATL 40 | MAR 12 | TAL 17 | DAR 8  | DOV 13 | COT 12 | CLT 25 | MOH 31 | TEX 8  | NSH 23 | POC 11 | ROA 31 | ATL 6 | NHA 9  | GLN 26 | IND 31 | MCH 8  | DAY 11 | DAR   | RCH    | BRI 40 | LVS 12 | TAL 26 | CLT 37 | TEX 16 | KAN 6  | MAR 19 | PHO 8  | 21.º     | 465    |

### Resultados en la NASCAR Truck Series
| Año  | Coche     | N.º | Equipo                     | 1      | 2      | 3      | 4     | 5      | 6      | 7      | 8      | 9      | 10     | 11    | 12     | 13    | 14     | 15     | 16     | 17    | 18     | 19     | 20    | 21     | 22     | 23     | Posición | Puntos |
| ---- | --------- | --- | -------------------------- | ------ | ------ | ------ | ----- | ------ | ------ | ------ | ------ | ------ | ------ | ----- | ------ | ----- | ------ | ------ | ------ | ----- | ------ | ------ | ----- | ------ | ------ | ------ | -------- | ------ |
| 2013 | Toyota    | 13  | ThorSport Racing           | DAY    | MAR    | RCK    | KAN   | CLT    | DOV    | TEX    | KEN 14 | IOW    | ELD    | POC   |        |       |        |        |        |       |        |        |       |        |        |        | 36.º     | 57     |
| 2013 | Toyota    | 16  | Hattori Racing Enterprises |        |        |        |       |        |        |        |        |        |        |       | MCH 17 | BRI   | IOW    | MSP    | CHI    | LVS   | TAL    | MAR    | TEX   | PHO    | HOM    |        | 36.º     | 57     |
| 2016 | Toyota    | 11  | Red Horse Racing           | DAY    | ATL    | MAR    | KAN   | DOV    | CLT    | TEX    | IOW    | GTY    | KEN 31 | ELD   | POC 3  | BRI 2 | MCH 1  | MSP 16 | CHI    | NHA 8 | LVS    | TAL    | TEX   | TEX    | PHO    | HOM    | 27.º     | 141    |
| 2017 | Toyota    | 7   | Red Horse Racing           | DAY 22 | ATL 11 | MAR 6  | KAN 7 | DOV    | CLT    | TEX    | GTY    | IOW    | KEN    | ELD   | POC    | MCH   | BRI    | MSP    | CHI    | NHA   | LVS    | TAL    | MAR   | TEX    | PHO    | HOM    | 31.º     | 126    |
| 2018 | Toyota    | 16  | Hattori Racing Enterprises | DAY 26 | ATL 1  | LVS 3  | MAR 3 | DOV 12 | KAN 16 | CLT 4  | TEX 18 | IOW 1  | GTY 14 | CHI 1 | KEN 18 | ELD 5 | POC 26 | MCH 1  | BRI 18 | MSP 3 | LVS 11 | TAL 17 | MAR 2 | TEX 3  | PHO 1  | HOM 1  | 1.º      | 4040   |
| 2019 | Chevrolet | 24  | GMS Racing                 | DAY 26 | ATL 4  | LVS 2  | MAR 3 | TEX 19 | DOV 2  | KAN 8  | CLT 19 | TEX 11 | IOW 1  | GTY 5 | CHI 1  | KEN 7 | POC 5  | ELD 29 | MCH 4  | BRI 1 | MSP 1  | LVS 7  | TAL 4 | MAR 29 | PHO 10 | HOM 5  | 3.º      | 4032   |
| 2020 | Chevrolet | 23  | GMS Racing                 | DAY 13 | ATL 16 | CLT 4  | ATL 8 | HOM 36 | POC 7  | KEN 11 | TEX 5  | KAN 2  | KAN 27 | MCH 6 | DAY 2  | DOV 3 | GTY 2  | DAR 10 | RCH 4  | BRI 2 | LVS 15 | TAL 7  | KAN 1 | TEX 5  | MAR 28 | PHO 10 | 3.º      | 4027   |
| 2021 | Chevrolet | 45  | Niece Motorsports          | DAY 25 | DAY 25 | LVS 11 | ATL 9 | BRI 24 | RCH 37 | KAN    | DAR    | COT    | CLT    | TEX   | NSH    | POC   | KNX    | GLN    | GTY    | MSP   | BRI    | LVS    | TAL   | MAR    | PHO    |        | -º       | -      |

### Resultados en la NASCAR K&N Pro Series East
| Año  | Coche     | N.º | Equipo                     | 1      | 2      | 3      | 4     | 5      | 6      | 7      | 8      | 9     | 10    | 11     | 12     | 13     | 14     | Posición | Puntos |
| ---- | --------- | --- | -------------------------- | ------ | ------ | ------ | ----- | ------ | ------ | ------ | ------ | ----- | ----- | ------ | ------ | ------ | ------ | -------- | ------ |
| 2009 | Chevrolet | 44  | Andy Santerre Racing       | GRE 5  | TRI 23 | IOW 4  | SBO 1 | GLN 3  | NHA 27 | TMP 10 | ADI 8  | LRP 9 | NHA 2 | DOV 1  |        |        |        | 3.º      | 1625   |
| 2010 | Toyota    | 20  | Joe Gibbs Racing           | GRE 24 | SBO 6  |        | MAR 1 | NHA 5  | LRP 4  | LEE 3  | GRE 17 | NHA 2 | DOV 1 |        |        |        |        | 2.º      | 1528   |
| 2010 | Toyota    | 02  | Joe Gibbs Racing           |        |        | IOW 11 |       |        |        |        |        |       |       |        |        |        |        | 2.º      | 1528   |
| 2011 | Chevrolet | 00  | Michael Waltrip Racing     | GRE 1  | SBO 24 | RCH 2  | IOW 1 | BGS 16 | GRE 11 | LGY 2  | NHA 2  | COL 3 | GRE 2 | NHA 1  | DOV 21 |        |        | 3.º      | 1851   |
| 2012 | Toyota    | 11  | Hattori Racing Enterprises | BRI 32 | GRE 4  | RCH 1  | IOW 5 | BGS 9  | GRE 3  | LGY 2  | CNB 1  | COL 2 | IOW 5 | NHA 16 | DOV 18 | GRE 8  | RCK 21 | 3.º      | 512    |
| 2013 | Toyota    | 11  | Hattori Racing Enterprises | BRI 2  | GRE 5  | PEN 4  | RCH 6 | BGS 13 | IOW 2  | LGY 20 | COL 7  | IOW 7 | VIR 3 | GRE 9  | NHA 7  | DOV 11 | RAL 24 | 2.º      | 503    |
| 2018 | Toyota    | 1   | Hattori Racing Enterprises | SMR    | BRI    | LGY    | SBO   | SBO    | MEM    | NJM    | THO    | NHA   | IOW   | GLN 1  | GTW    | NHA    | DOV    | 37.º     | 47     |

### Resultados en la NASCAR K&N Pro Series West
| Año  | Coche     | N.º | Equipo               | 1   | 2   | 3   | 4   | 5   | 6   | 7   | 8   | 9   | 10  | 11  | 12     | 13  | Posición | Puntos |
| ---- | --------- | --- | -------------------- | --- | --- | --- | --- | --- | --- | --- | --- | --- | --- | --- | ------ | --- | -------- | ------ |
| 2009 | Chevrolet | 4   | Andy Santerre Racing | CTS | AAS | PHO | MAD | IOW | DCS | SON | IRW | PIR | MMP | CNS | IOW 4  | AAS | 49.º     | 160    |
| 2010 | Toyota    | 11  | Joe Gibbs Racing     | AAS | PHO | IOW | DCS | SON | IRW | POR | MRP | CNS | MMP | AAS | PHO 11 |     | 59.º     | 140    |

### Resultados en la ARCA Re/Max Series
| Año  | Coche | N.º | Equipo          | 1   | 2   | 3   | 4   | 5   | 6   | 7   | 8   | 9   | 10  | 11  | 12  | 13  | 14  | 15  | 16  | 17  | 18  | 19  | 20  | 21     | Posición | Puntos |
| ---- | ----- | --- | --------------- | --- | --- | --- | --- | --- | --- | --- | --- | --- | --- | --- | --- | --- | --- | --- | --- | --- | --- | --- | --- | ------ | -------- | ------ |
| 2009 | Dodge | 32  | Win-Tron Racing | DAY | SLM | RCK | TAL | KEN | TOL | POC | MCH | MFD | IOW | KEN | POC | BLN | ISF | CHI | TOL | DSF | NJE | SLM | KAN | RCK 10 | 68.º     | 430    |

## Palmarés
Campeón de la NASCAR Camping World Truck Series (2018).
Premio al Roookie del año de la NASCAR Sprint Cup Series 2015.

## Vida personal
Nació en Grimes, Iowa, el 7 de agosto de 1992. Moffitt es el pequeño de tres hijos. Sus padres son Dick y Becky Moffitt. Moffitt estudió en su casa los años de colegio y de instituto.
No tiene parentesco con Thad Moffitt, piloto que corre en ARCA.